# (149573) Mamorudoi
(149573) Mamorudoi est un astéroïde de la ceinture principale.

## Description
(149573) Mamorudoi est un astéroïde de la ceinture principale. Il fut découvert le 21 décembre 2003 à l'observatoire d'Apache Point par le programme Sloan Digital Sky Survey. Il présente une orbite caractérisée par un demi-grand axe de 2,17 UA, une excentricité de 0,03 et une inclinaison de 3,0° par rapport à l'écliptique.

## Compléments